# En tierras salvajes
En tierras salvajes (lit. Em Terras Selvagens) é uma telenovela mexicana produzida por Salvador Mejía para Televisa e foi exibida pelo Las Estrellas de 31 de julho de 2017 a 5 de novembro de 2017, substituindo Enamorándome de Ramón e sendo substituída por Me declaro culpable.
A trama é protagonizada por Claudia Álvarez, Cristián de la Fuente e Horacio Pancheri e antagonizada por Diego Olivera, Daniela Romo, Lisardo, Martha Julia, Salvador Pineda e Ximena Córdoba. Com actuaçãoes estelares de Ninel Conde, Nerea Camacho e Emmanuel Palomares e o primeiro ator César Évora.

## Sinopse
Isabel Montalbán (Claudia Álvarez) é uma bela mulher da cidade grande, que sofre de um grave problema no pulmão, e vai morar em um pequeno povoado, em busca de um descanso. Em sua nova residência, vivem os pais e os irmãos de seu marido, Anibal Otero (Diego Olivera).
O que ninguém poderia imaginar é que a presença da jovem mudaria o destino da família, para sempre.
Sergio (Horacio Pancheri) e Daniel (Cristián de la Fuente) são os irmãos de Anibal. De imediato, ambos sentem uma forte atração por Isabel. Sergio é um homem tranquilo e sensato, trabalha como médico e está sempre disposto a cuidar da saúde de Isabel. Por outro lado, Daniel, um homem atraente e selvagem, é o mais livre dos irmãos, vive a vida com intensa paixão. Ele fica perdidamente apaixonado pela cunhada, mas sabe que deve renunciar a esse amor proibido.
Na fazenda da família Otero, ainda vive Don Arturo (César Évora), o patriarca da família, um senhor amável e carinhoso, e Dona Amparo (Daniela Romo), sua esposa, uma senhora controladora de tudo e arrogante.
O drama de Isabel começa quando ela sente que o seu casamento está fracassando, já que Anibal só se preocupa com os negócios e o dinheiro da família, e se afasta cada vez mais dela. Isabel também percebe que está se apaixonando por Daniel e Sergio, mas sente que deve lutar para salvar seu matrimônio e evitar um grave conflito na família.

## Elenco
- Claudia Álvarez - Isabel Montalbán de Otero[4]
- Cristián de la Fuente - Daniel Otero Rivelles
- Diego Olivera - Aníbal Otero Rivelles[5]
- Horacio Pancheri - Sergio Otero Rivelles[6]
- Ninel Conde - Carolina Tinoco Cruz
- César Évora - Arturo Otero
- Daniela Romo - Amparo Rivelles de Otero
- Lisardo - Carlos Molina
- Nerea Camacho - Alejandra Rivelles Zavala
- Emmanuel Palomares - Uriel Santana
- Martha Julia - Alba Castillo de Escamilla
- Salvador Pineda - Amador Morales
- Fabián Robles - Víctor Tinoco Cruz
- Jackie Sauza - Teresa Castillo
- Maricruz Nájera - Rosa
- Miguel Ángel Biaggio - Fidel Molina
- Ximena Córdoba - Olga Guerrero / Irene Ávila
- Claudia Echeverry - Carmen
- Elías Meza - Adrián Tinoco Cruz / Adrián Molina Tinoco
- Jonnathan Kuri - Iker Morales
- Jessica Decote - Elisa Molina
- David Palacio - Padre Blas
- Lucas Bernabé - Andrés Santana
- Daniela Álvarez - Regina
- Luis Xavier - Rodolfo Escamilla
- Marco Zetina - Gerardo
- Silvia Manríquez - María Ortega
- Santiago González - Claudio
- Marco León - Renato
- Antonio Monroy - Sabino, chamán
- Liz Gallardo - Silvia Torres
- Yuvanna Montalvo -  Itzel
- Ernesto Gómez Cruz - Avô de Itzel

## Exibição
Foi exibida em português pelo canal pago TLN Network entre 12 de fevereiro a 17 de maio de 2024 substituindo A Outra e sendo substituída por Rebelde.

## Produção
- As gravações começaram em 21 de fevereiro de 2017, e terminaram em 14 de julho de 2017.[7][8]
- A atriz Mayrín Villanueva esteve confirmada para interpretar a protagonista da trama. Porém, por decisões superiores, a atriz deixou o folhetim.[9] Em seu lugar ficou a atriz Claudia Álvarez, que anteriormente já havia realizado casting para a novela.[10]

## Audiência
| Horário             | # Eps. | Estreia             | Estreia           | Final                 | Final           | Posição | Temporada | Classificação geral |
| Horário             | # Eps. | Data                | Primeiro capítulo | Data                  | Último capítulo | Posição | Temporada | Classificação geral |
| ------------------- | ------ | ------------------- | ----------------- | --------------------- | --------------- | ------- | --------- | ------------------- |
| Segunda—Sexta 19h30 | 69     | 31 de julho de 2017 | 22                | 5 de novembro de 2017 | 22              | #1      | 2017      | 20                  |

Estreou no México com 22.4 (22) pontos. E em seu último capítulo bateu 22 pontos.

## Ligações Externas
- En tierras salvajes. no IMDb.